# Ian Robertson Porteous
Ian Robertson Porteous (* 9. Oktober 1930 in Crossgates, Fife; † 30. Januar 2011 in Liverpool) war ein schottischer Mathematiker.
Porteous war der Sohn des Theologen Norman Walker Porteous (1898–2003), ging in Edinburgh zur Schule und studierte an der University of Edinburgh Mathematik mit einem ersten Abschluss 1952. Nach dem Wehrdienst setzte er sein Studium an der University of Cambridge (Trinity College) fort und wurde bei William Vallance Douglas Hodge 1961 promoviert (wobei die eigentliche Betreuung der Dissertation Michael Atiyah übernahm). Die Dissertation war auf dem Gebiet der Algebraischen Geometrie und behandelte das Verhalten von Chern-Klassen bei Dilatationen. 1959 wurde er Lecturer an der University of Liverpool und 1972 Senior Lecturer. Er befasste sich mit Differentialgeometrie und Singularitätentheorie (Beteiligung an den Liverpool Singularities Symposien, organisiert von Terry Wall, Anwendungen der sog. Katastrophentheorie von René Thom) und verfasste das innovative Lehrbuch Topological Geometry (1969). Es war von ähnlichen Lehrbüchern der Bourbaki-Schule beeinflusst (Jean Dieudonné) und behandelte Lineare Algebra, Quaternionen, Liegruppen, Cliffordalgebren, Differentialrechnung in reellen und komplexen euklidischen und Banachräumen und Differentialrechnung auf Mannigfaltigkeiten. 1998 ging er in den Ruhestand.
1961/62 war er Gastwissenschaftler an der Columbia University, wo ihn Serge Lang beeinflusste.
Er befasste sich auch mit Mathematikpädagogik für Schüler in seinem Programm Mathematical Education on Merseyside (MEM), wobei er mit Peter Giblin auch ab 1978 erfolgreiche Mathematikwettbewerbe organisierten. MEM wurde 1977 gegründet und war ab 1986 gemeinnützig (Charity). Porteous war ab 1985 bis zu seinem Tod der Präsident von MEM. Er übersetzte auch mathematische Werke aus dem Russischen, besonders über Singularitätentheorie, so den ersten Band von Wladimir Arnold, Gusein-Zade und Varchenko Singularities of Differentiable Maps (Birkhäuser).
1974 bis 1978 war er für die Liberalen im Stadtrat von Liverpool. Sein Hobby war Bergwandern.

## Schriften
- Topological Geometry, Van Nostrand 1969, 2. Auflage Cambridge University Press 1981
- The normal singularities of a submanifold, Journal of Differential Geometry, Band 5, 1971, S. 543–564
- Clifford Algebras and the Classical Groups, Cambridge University Press 1995
- Geometric Differentiation for the intelligence of curves and surfaces, Cambridge University Press, 1994, 2. Auflage 2001
- Geometric differentiation - a Thomist view of differential geometry, in C. T. C. Wall (Hrsg.), Singularities Symposium II, Liverpool 1969/70, Springer, Lecture Notes in Mathematics 209, 1971, S. 122–127